# پیمان کاکیتسو
پیمان کاکیتسو (به ژاپنی: 嘉吉条約, Kakitsu Jōyaku) پیمانی بود که در سال ۱۴۴۳ بین پادشاهی چوسان و خاندان سو در جهت کنترل دزدان دریایی واکو و مشروعیت بخشیدن تجارت بین جزیره تسوشیما و سه بندر کره بسته شد.